# Wim van der Heide
Wim van der Heide (Groningen, 17 juli 1942) is een voormalig Nederlands voetballer, die uitkwam voor Heracles, PEC, Cambuur, Veendam, FC Groningen en Heerenveen. Hij speelde als middenvelder.

## Carrièrestatistieken
| Seizoen         | Club            | Land            | Competitie       | Competitie | Competitie | Beker | Beker | Overig | Overig | Totaal | Totaal |
| Seizoen         | Club            | Land            | Competitie       | Wed.       | Dlp.       | Wed.  | Dlp.  | Wed.   | Dlp.   | Wed.   | Dlp.   |
| --------------- | --------------- | --------------- | ---------------- | ---------- | ---------- | ----- | ----- | ------ | ------ | ------ | ------ |
| 1963/64         | Heracles        | Nederland       | Eredivisie       | 1          | 0          | 0     | 0     | 0      | 0      | 1      | 0      |
| 1964/65         | Heracles        | Nederland       | Eredivisie       | 0          | 0          | 0     | 0     | 0      | 0      | 0      | 0      |
| 1965/66         | PEC             | Nederland       | Tweede divisie A | –          | 1          | –     | 0     | 0      | 0      | –      | 1      |
| 1966/67         | PEC             | Nederland       | Tweede divisie   | –          | 9          | 0     | 0     | 0      | 0      | –      | 9      |
| 1967/68         | PEC             | Nederland       | Tweede divisie   | –          | 3          | 0     | 0     | 0      | 0      | –      | 3      |
| 1967/68         | Cambuur         | Nederland       | Eerste divisie   | 15         | 4          | 3     | 0     | 0      | 0      | 18     | 4      |
| 1968/69         | Cambuur         | Nederland       | Eerste divisie   | 31         | 0          | 1     | 1     | 0      | 0      | 32     | 1      |
| 1969/70         | Cambuur         | Nederland       | Eerste divisie   | 34         | 3          | 1     | 0     | 0      | 0      | 35     | 3      |
| 1970/71         | Veendam         | Nederland       | Eerste divisie   | 30         | 3          | 1     | 0     | 0      | 0      | 31     | 3      |
| 1971/72         | FC Groningen    | Nederland       | Eredivisie       | 32         | 2          | 2     | 1     | 0      | 0      | 34     | 3      |
| 1972/73         | FC Groningen    | Nederland       | Eredivisie       | 30         | 1          | 1     | 0     | 0      | 0      | 31     | 1      |
| 1973/74         | FC Groningen    | Nederland       | Eredivisie       | 32         | 3          | 3     | 0     | 0      | 0      | 35     | 3      |
| 1974/75         | FC Groningen    | Nederland       | Eerste divisie   | 33         | 3          | 2     | 0     | 6      | 0      | 41     | 3      |
| 1975/76         | FC Groningen    | Nederland       | Eerste divisie   | 36         | 4          | 1     | 0     | 0      | 0      | 37     | 4      |
| 1976/77         | VV Omlandia     | Nederland       | Vierde klasse    | –          | –          | –     | –     | –      | –      | –      | –      |
| 1977/78         | Heerenveen      | Nederland       | Eerste divisie   | 17         | 2          | 1     | 0     | 0      | 0      | 18     | 2      |
| 1978/79         | Heerenveen      | Nederland       | Eerste divisie   | 33         | 1          | 1     | 0     | 0      | 0      | 34     | 1      |
| Carrière totaal | Carrière totaal | Carrière totaal | Carrière totaal  | 324        | 39         | 17    | 2     | 6      | 0      | 347    | 41     |

## Erelijst

### MetFC Groningen
| Competitie     | Winnaar | Winnaar | Runner-up | Runner-up |
| Competitie     | Aantal  | Jaren   | Aantal    | Jaren     |
| -------------- | ------- | ------- | --------- | --------- |
| Nationaal      |         |         |           |           |
| Eerste divisie |         |         | 1x        | 1974/75   |